# Sabine Kaspereit
Sabine Kaspereit geb. Schaefer (* 4. August 1945 in Merseburg) ist eine deutsche Politikerin (SPD) und ehemalige Abgeordnete des Deutschen Bundestages.

## Leben
Kaspereit absolvierte nach dem Besuch der Ernst-Haeckel-Oberschule in Merseburg ein Zahnmedizinstudium an der Universität Leipzig und eine Facharztausbildung zur Fachzahnärztin für Kinderzahnheilkunde, welche sie mit einem Diplom abschloss. Sie arbeitete als Schulzahnärztin im Landkreis Weißenfels. Von 1990 bis 1994 war sie Vizepräsidentin des Städte- und Gemeindebundes in Sachsen-Anhalt.

## Politik
Kaspereit trat im Jahr 1990 der SPD bei. Sie war Vorsitzende ihres Ortsvereins und stellvertretende Kreisvorsitzende. In den Jahren 1992 bis 1994 gehörte sie dem Landesvorstand an, seit 1992 zudem noch dem Bundesparteirat. Im Jahr 1994 zog sie in den Bundestag ein, dem sie zwei Legislaturperioden lang, bis 2002, angehörte. Sie war Vorstandsmitglied der Kurt-Schumacher-Gesellschaft.